# Гацко, Ульян Александрович
Ульян Александрович Гацко (1906—1980) — генерал-майор Советской Армии, участник Великой Отечественной и советско-японской войн.

## Биография
Ульян Гацко родился 16 июня 1906 года в деревне Шкураты (ныне — Брагинский район Гомельской области Белоруссии).
В 1931 году он был призван на службу в Рабоче-крестьянскую Красную Армию Минским городским военным комиссариатом.
С начала Великой Отечественной войны — на её фронтах. Первоначально служил старшим помощником начальника, начальником отдела противовоздушной обороны Управления противовоздушной обороны Западного фронта. Гацко лично руководил боевой деятельностью частей ПВО. Уже в сентябре 1941 года был представлен к своей первой государственной награде — ордену Красной Звезды — но так и не получил её.
Позднее полковник Ульян Гацко был назначен на должность командира 33-й зенитно-артиллерийской дивизии Резерва Главного Командования. Его дивизия отражала массированные немецкие авианалёты, ведя огонь прямой наводкой, отбивала контратаки пехоты и боевой техники. Так, только за два дня боёв в Белорусской ССР в 1944 году дивизия уничтожила свыше 1000 солдат и офицеров противника, ещё более 2500 — взяла в плен.

Могила Гацко на Лукьяновском военном кладбище Киева

В дальнейшем дивизия под командованием Гацко успешно действовала во время боёв в Восточной Пруссии в районах населённых пунктов Шталуппен, Прейсиш-Эйлау, Гумбиннен и Цинтен. За отличие в тех сражениях дивизия была награждена орденом Александра Невского, а её командир — представлен к ордену Кутузова 2-й степени.
Летом 1945 года Гацко во главе своей дивизии участвовал в боях советско-японской войны. После её окончания он продолжил службу в Советской Армии. Был уволен в запас в звании генерал-майора. Проживал в Киеве. Умер 6 января 1980 года, похоронен на Лукьяновском военном кладбище Киева.

## Награды
Был награждён орденом Ленина, тремя орденами Красного Знамени, орденами Кутузова 2-й степени и Отечественной войны 1-й степени, двумя орденами Красной Звезды, рядом медалей.